# A Little Night Music (musical)
A Little Night Music is een musical met muziek en liedteksten door Stephen Sondheim en een boek door Hugh Weeler. Het is gebaseerd op de film Glimlach van een zomernacht, door Ingmar Bergman. De première was 25 februari 1973, in het Schubert Theater op Broadway, New York. De musical volgt het liefdesleven van zijn hoofdpersonages. De titel is een letterlijke vertaling van Mozarts Serenade voor strijkers nr. 13, die Eine Kleine Nachtmusik wordt genoemd. De musical wordt opgevoerd door zowel musical- als opera-gezelschappen.
Het nummer Send In the Clowns genoot van grote populariteit na het uitkomen van de musical, toen gezongen door Glynis Johns en later door onder andere Frank Sinatra en Judy Collins.

## Nederlandse opvoeringen
A Little Night Music is meermaals in Nederland opgevoerd. De eerste keer was in 1987, geproduceerd door Musical Theatre Group The Company, in een vertaling van Daniël Cohen. In 2001 speelde het Koninklijk Ballet van Vlaanderen de voorstelling, in een regie van Caroline Frerichs. In 2019 speelde de Nederlandse Reisopera een Engelstalige versie, met Paul Groot en Susan Rigvava-Dumas in de hoofdrollen. De regie werd gedaan door Zack Winokur.

## Verfilming
In 1977 werd er een filmversie gemaakt, met onder andere Elizabeth Taylor, Diana Rigg, Len Cariou en Lesley-Anne Down.